# Liudmila Radtxenko
Liudmila Vladímirovna Radtxenko (nascuda l'11 de novembre de 1978, Omsk URS ) és una model russa, presentadora de televisió, actriu, artista i dissenyadora.

## Biografia
Liudmila Radtxenko va néixer l'11 de novembre de 1978 a Omsk. El 1997 fou representant d'Omsk al concurs nacional de bellesa "Miss Russia". Després de la competició, va participar en el rodatge de diversos programes de televisió a Moscou i Sant Petersburg.
L'any 2000 es va traslladar a Itàlia i a l'any següent va treballar com a copresentadora del programa de televisió "Passaparola" de Canale 5. El 2003 va protagonitzar el programa "Spicy Tg" al canal de televisió Antenna 3.
El 2004 va posar per a la revista Fox. L'any 2005 va participar en el reality show italià "La Talpa".
El 2007 va participar en el programa "Melodies and Fans". Després, al reality show de la companyia de televisió "Sky Vivo".
El 2008, va protagonitzar la pel·lícula A Light Of Passion.
Després de "La Talpa" va començar a pintar a l'estil pop art, exposant les seves obres a Milà.
Va estudiar pintura a Nova York. El 2010, va participar en l'esdeveniment artístic internacional "Cow Parade".
La seva obra fou exposada a la Triennal d'Art de Milà. Així mateix, va comptar amb una exposició pròpia al Museu d'Art Modern de Lucca. També, va participar en l'exposició internacional "Gemlucart" de Mònaco.
L'obra de Liudmila Radtxenko també ha estat exposada a la galeria Crown Fine Art (SoHo, Nova York).
Més endavant va participar en la creació d'un vídeo social filmat per a un hoteler italià amb l'objectiu de transmetre les normes de l'etiqueta local als turistes russos.

## Carrera televisiva
- La sai l'ultima? (2001)
- Passaparola (2001–2002)
- Spicy Tg (2003)
- La talpa (2005)
- On the Road (2006)
- Tuning and Fanatics (2007)
- Reality Game (2007)
- Modeland (2008)

## Filmografia
Com a actriu, Liudmila Radtxenko va protagonitzar les següents pel·lícules:
| Any  | Nom                                    | Rol     | Notes                   |
| ---- | -------------------------------------- | ------- | ----------------------- |
| 2005 | Il viaggio                             |         |                         |
| 2006 | Delitti imperfetti                     |         | 2 episodis              |
| 2006 | A Light of Passion                     |         |                         |
| 2008 | Scaccomatto                            |         | Curt                    |
| 2009 | L'ispettore Coliandro: Sesso e segreti |         | pel·lícula de televisió |
| 2009 | Un posto al sole d'estate              | Natasha | telenovel·la            |
| 2010 | Ganja Fiction                          | Lluna   | Pel·lícula              |

## Agències de models
- Gestió Urbanística
- Gestió de Gwen

## Literatura
- Pop Art, Edicions Skira-Feltrinelli ( 2010 ) EAN 9788857208923